# Aeródromo de Costalegre
El Aeródromo de Costalegre o Aeropuerto de Chalacatepec (Código DGAC: COJ) es un aeropuerto ubicado en el municipio de Tomatlán en Jalisco y es por el Gobierno del Estado de Jalisco. La construcción comenzó en 2006 con un proyecto para la construcción de un aeropuerto de la zona de Costalegre con capacidad para recibir aeronaves de hasta 170 pasajeros y que comenzaría a operar en 2015, sin embargo en 2018 se tuvo que suspender la construcción del aeropuerto debido a la falta de posesión de terrenos que pertenecían al Ejido José María Morelos, por lo que su apertura potencial también se pospondría hasta el año 2019. Sin embargo, el proyecto fue retomado hasta el año 2022 y para el año 2023 ya se había hecho una inversión de casi 95 millones de pesos, esto con la intención de comenzar operaciones en el transcurso del año 2024
El aeropuerto pretendía contar con una plataforma de aviación de 24,062 metros cuadrados, 3 tanques con capacidad de 50,000 litros de turbosina c/u y 2 con capacidad de 20,000 litros de gasavión c/u. También se pretende que cuente con torre de control, estación de bomberos, estación meteorológica, zona de mantenimiento, bodega de equipaje y sala de espera. En cuanto a las ayudas, la pista tendrá iluminación, también se contará con sistemas VOR/VHF, sistemas de aterrizaje instrumental y luces P.A.P.I.
El aeropuerto fue inaugurado oficialmente el 3 de octubre de 2024 por el gobernador Enrique Alfaro, contando con una plataforma de aviación de 10,000 metros cuadrados y un estacionamiento con 27 lugares, una pista de aterrizaje asfaltada de 2,200 metros de largo y 45 metros de ancho con rampas de viraje en ambas cabeceras y 250 metros de umbral desplazado en la cabecera 14 y un edificio terminal.